# TNA X Division Championship
Die TNA X Division Championship ist ein Wrestling-Titel der US-amerikanischen Promotion Total Nonstop Action Wrestling (TNA). Die X Division Championship ist zwar im Vergleich zur TNA World Championship der weniger prestigeträchtigere Titel, wurde aber durch den spektakulären Stil der X-Division schnell zum Aushängeschild von TNA. Wie im Wrestling allgemein üblich erfolgt die Vergabe nach einer zuvor bestimmten Storyline.

## Geschichte

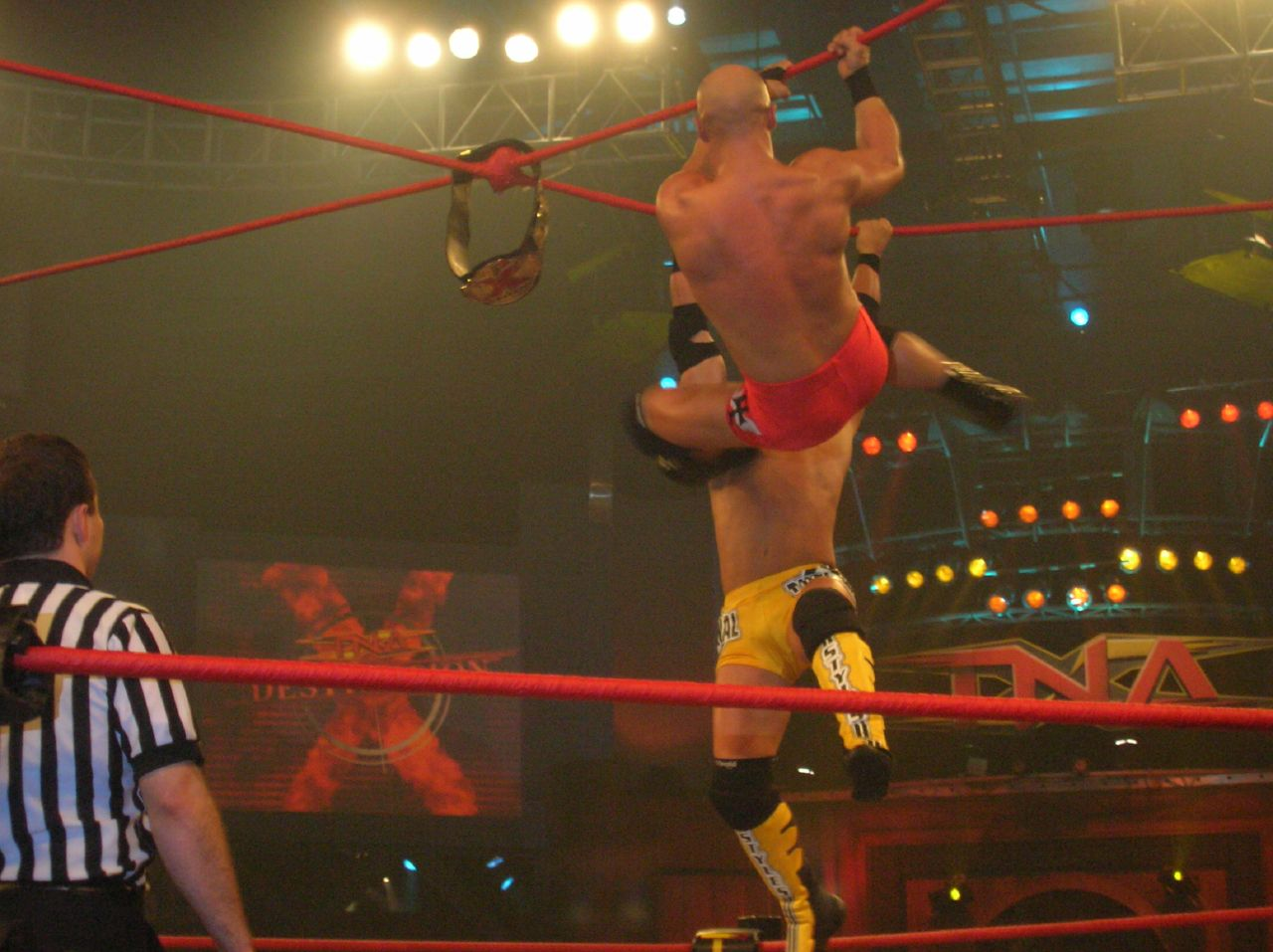
AJ Styles vs. Christopher Daniels in einem Ultimate X Match um den Titel

Die TNA X Division wurde am 19. Juni 2002 aus der Taufe gehoben. Sie ist eng verwandt mit der ehemaligen Cruiserweight Division bei World Championship Wrestling sowie dem Lucha-Libre-Stil, wurde jedoch zunächst ohne Gewichtslimit konzipiert. Vielmehr zeichnet sich die Division durch technisch anspruchsvolleres Wrestling in einem wesentlich schnelleren Stil aus. Eine Woche später wurde der Titel das erste Mal ausgekämpft. In einem Four Way Double Elimination Match durfte sich AJ Styles gegen Low Ki, Jerry Lynn und Psicosis durchsetzen und wurde damit erster Champion. Am 11. August 2011 führte Eric Bischoff als „General Manager“ eine Gewichtsgrenze von 102 kg (280 lbs.) ein, die bis 2012 Bestand hatten, als Hulk Hogan General Manager wurde. Bei Slammiversary 2012 wurde das Gewichtslimit ignoriert. Samoa Joe durfte mit seinen 128 kg um den Titel antreten, verlor aber. Im Oktober 2012 wurde das Gewichtslimit dann offiziell eingestellt, als Rob Van Dam um den Titel antrat. Im März 2013 sollten alle Matches als Triple Threat durchgeführt werden und erneut wurde ein gewichtslimit von 230 Pfund eingeführt. Beides war jedoch sehr unpopulär und wurde bereits im August wieder aufgehoben.
Um die X-Division attraktiver zu machen, wurden mehrere Spezialmatches eingeführt:
- 2003 wurde Ultimate X eingeführt. Bei diesem wird der Titel (oder ein repräsentatives X) an zwei Kabeln befestigt, die zwischen den vier Pfosten des Ringes als X gespannt sind. Die Wrestler müssen sich daran entlanghangeln und die Titel abnehmen.[5]
- 2008 wurde das Steel Asylum-Match eingeführt. Bei diesem Match müssen dei Wrestler einen Stahlkäfig über einen Luke in der Decke verlassen. Das Match wird selten eingesetzt.[6]
- Das Xscape Match wird seit 2007 bei dem PPV TNA Lockdown regelmäßig eingesetzt. Dabei handelt es sich um ein Steel Cage Match mit bis zu sechs Teilnehmern. Es ist als normales Ausscheidungsmatch konzipiert, bis nur noch zwei Teilnehmer übrig sind. Diese müssen anschließend den Käfig verlassen, um zu gewinnen.[7]
- Option C: Beim Destination X-PPV kann der Träger des Titels die X-Division Championship für vakant erklären, um ein Match um die Impact World Championship in die Wege zu leiten.

## Namen
- NWA X Championship (2002)
- NWA–TNA X Championship (2002)
- NWA–TNA X Division Championship (2003)
- TNA X Division Championship (2003–2017, seit 2024)
- Impact Wrestling X Division Championship (2017)
- GFW X Division Championship (2017)
- Impact X Division Championship (2017–2024)

## Liste der bisherigen Titelträger
| #   | Champion                           | Nr. | Tage | Datum des Titelgewinns | Ort                      | Veranstaltung                      | Anmerkung |
| --- | ---------------------------------- | --- | ---- | ---------------------- | ------------------------ | ---------------------------------- | --- |
| 1   | AJ Styles                          | 1   | 49   | 19. Juni 2002          | Huntsville, AL           | wöchentl. PPV #2                   | Gewann den Titel in einem Four Way Double Elimination Match gegen Low Ki, Jerry Lynn und Psicosis. Ausgestrahlt am 26. Juni 2002. |
| 2   | Low Ki                             | 1   | 14   | 7. August 2002         | Nashville, TN            | wöchentl. PPV #8                   | Gewann den Titel in einem Three-WayDance gegen Jerry Lynn und AJ Styles. Ausgestrahlt am 14. August 2002. |
| 3   | Jerry Lynn                         | 1   | 49   | 21. August 2002        | Nashville, TN            | wöchentl. PPV #11                  | Gewann den Titel in einem Three-Way-Ladder-Match in dem auch AJ Styles beteiligt war. Ausgestrahlt am 28. August 2002. |
| —   | Titel vakant                       | —   | —    | 9. Oktober 2002        | Nashville, TN            | wöchentl. PPV #15                  | Jerry Lynn erlitt eine Knieverletzung und konnte den Titel daher nicht verteidigen. |
| 4   | Syxx-Pac                           | 1   | 14   | 9. Oktober 2002        | Nashville, TN            | wöchentl. PPV #15                  | Gewann den Titel in einem Ladder-Match gegen Tony Mamaluke, Joel Maximo, Jose Maximo, Ace Steele, Kid Kash, A.J. Styles, Rick Michaels und Chris Michaels |
| 5   | AJ Styles                          | 2   | 14   | 23. Oktober 2002       | Nashville, TN            | wöchentl. PPV #17                  | |
| 6   | Jerry Lynn                         | 2   | 35   | 6. November 2002       | Nashville, TN            | wöchentl. PPV #19                  | |
| 7   | Sonny Siaki                        | 1   | 63   | 11. Dezember 2002      | Nashville, TN            | wöchentl. PPV #24                  | |
| 8   | Kid Kash                           | 1   | 77   | 12. Februar 2003       | Nashville, TN            | wöchentl. PPV #31                  | |
| 9   | Amazing Red                        | 1   | 14   | 30. April 2003         | Nashville, TN            | wöchentl. PPV #42                  | |
| 10  | Chris Sabin                        | 1   | 98   | 14. Mai 2003           | Nashville, TN            | wöchentl. PPV #44                  | Dies war ein Three-Way Dance in dem auch Jerry Lynn beteiligt war. |
| 11  | Michael Shane                      | 1   | 140  | 20. August 2003        | Nashville, TN            | wöchentl. PPV #58                  | Dies war ein „Ultimate X“ Match in dem auch Frankie Kazarian beteiligt war |
| 12  | Chris Sabin                        | 2   | 98   | 7. Januar 2004         | Nashville, TN            | wöchentl. PPV #75                  | Dies war ein „Ultimate X“ Match in dem auch Christopher Daniels und Low Ki beteiligt waren. |
| —   | Titel vakant                       | —   | —    | 31. März 2004          | Nashville, TN            | wöchentl. PPV #87                  | Chris Sabin erlitt eine Knieverletzung und konnte den Titel daher nicht verteidigen. |
| 13  | Kazarian                           | 1   | 70   | 31. März 2004          | Nashville, TN            | wöchentl. PPV #87                  | Besiegte Amazing Red in einem Match um den vakanten Titel. |
| 14  | AJ Styles                          | 3   | 49   | 9. Juni 2004           | Nashville, TN            | wöchentl. PPV #97                  | |
| 15  | Kazarian (2) und Michael Shane (2) | 1   | 14   | 28. Juli 2004          | Nashville, TN            | wöchentl. PPV #104                 | Kazarian und Michael Shane wurden beide zum Champion erklärt, da sie gleichzeitig den Championgürtel im Ultimate X Match griffen. |
| 16  | Petey Williams                     | 1   | 158  | 11. August 2004        | Nashville, TN            | wöchentl. PPV #106                 | Gewann das International X-Division Gauntlet-Match mit 22 Teilnehmern. |
| 17  | AJ Styles                          | 4   | 56   | 16. Januar 2005        | Orlando, FL              | Final Resolution                   | Dies war ein „Ultimate X“ Match in dem auch Chris Sabin beteiligt war. |
| 18  | Christopher Daniels                | 1   | 182  | 13. März 2005          | Orlando, FL              | Destination X                      | Dies war ein „Ultimate X“ Challenge Match in dem auch Ron Killings und Elix Skipper beteiligt waren. |
| 19  | AJ Styles                          | 5   | 91   | 11. September 2005     | Orlando, FL              | Unbreakable                        | Dies war ein Three-Way Dance in dem auch Samoa Joe beteiligt war. |
| 20  | Samoa Joe                          | 1   | 91   | 11. Dezember 2005      | Orlando, FL              | Turning Point                      | |
| 21  | Christopher Daniels                | 2   | 29   | 12. März 2006          | Orlando, FL              | Destination X                      | Dies war ein „Ultimate X“ Match in dem auch AJ Styles beteiligt war. |
| 22  | Samoa Joe                          | 2   | 70   | 10. April 2006         | Orlando, FL              | TNA iMPACT!                        | Ausgestrahlt am 13. April 2006. |
| 23  | Senshi 1                           | 2   | 125  | 19. Juni 2006          | Orlando, FL              | TNA iMPACT!                        | Ausgestrahlt am 22. Juni 2006. Dies war ein Three-Way Dance in dem auch Sonjay Dutt beteiligt war. |
| 24  | Chris Sabin                        | 3   | 2    | 22. Oktober 2006       | Plymouth Township, MI    | Bound For Glory                    | |
| 25  | AJ Styles                          | 6   | 13   | 24. Oktober 2006       | Orlando, FL              | TNA iMPACT!                        | Ausgestrahlt am 2. November 2006. |
| 26  | Christopher Daniels                | 3   | 69   | 6. November 2006       | Orlando, FL              | TNA iMPACT!                        | Ausgestrahlt am 16. November 2006. Dies war ein Three-Way Dance in dem auch AJ Styles beteiligt war. |
| 27  | Chris Sabin                        | 4   | 154  | 14. Januar 2007        | Orlando, FL              | Final Resolution                   | Dies war ein Three-Way Dance in dem auch Jerry Lynn beteiligt war. |
| 28  | Jay Lethal                         | 1   | 2    | 17. Juni 2007          | Orlando, FL              | Slammiversary                      | |
| 29  | Samoa Joe                          | 3   | 54   | 19. Juni 2007          | Orlando, FL              | TNA iMPACT!                        | Ausgestrahlt am 21. Juni 2007. Dies war ein Three-Way Dance in dem auch Chris Sabin beteiligt war. |
| 30  | Kurt Angle                         | 1   | 28   | 12. August 2007        | Orlando, FL              | Hard Justice                       | Kurt Angle hatte gleichzeitig den Heavyweight und Tag Team-Titel inne. |
| 31  | Jay Lethal                         | 2   | 134  | 9. September 2007      | Orlando, FL              | No Surrender                       | |
| 32  | Johnny Devine                      | 1   | 20   | 21. Januar 2008        | Orlando, FL              | TNA iMPACT!                        | Ausgestrahlt am 24. Januar 2008. |
| 33  | Jay Lethal                         | 3   | 65   | 10. Februar 2008       | Greenville, SC           | Against All Odds                   | Jay Lethal und The Motor City Machine Guns besiegen Team 3D und Johnny Devine in einem Streetfight, wobei Jay Lethal Johnny Devine erfolgreich pinnte und sich somit den Titel sicherte. |
| 34  | Petey Williams                     | 2   | 152  | 15. April 2008         | Orlando, FL              | TNA iMPACT!                        | Ausgestrahlt am 17. April 2007. Petey Williams setzte seinen „Feast or Fired“-Vertrag ein. |
| 35  | Sheik Abdul Bashir                 | 1   | 84   | 14. September 2008     | Oshawa, Kanada           | No Surrender                       | Dies war ein Three-Way Dance in dem auch Consequences Creed beteiligt war. |
| 36  | Eric Young                         | 1   | 0    | 7. Dezember 2008       | Orlando, FL              | Final Resolution                   | |
| —   | Titel vakant                       | —   | —    | 7. Dezember 2008       | Orlando, FL              | Final Resolution                   | Management Director Jim Cornette entzog Young den Titel, weil sein Titelgewinn kontrovers war. |
| 37  | Alex Shelley                       | 1   | 63   | 11. Januar 2009        | Charlotte, NC            | Genesis                            | Shelley besiegte Chris Sabin in einem Turnierfinale um den vakanten Titel. |
| 38  | Suicide 2                          | 1   | 102  | 15. März 2009          | Orlando, FL              | Destination X                      | Dies war ein „Ultimate X“ Match in dem auch Chris Sabin, Consequences Creed und Jay Lethal beteiligt waren. |
| 39  | Homicide                           | 1   | 52   | 25. Juni 2009          | Orlando, FL              | TNA iMPACT!                        | Ausgestrahlt am 16. Juli 2009. |
| 40  | Samoa Joe                          | 4   | 50   | 16. August 2009        | Orlando, FL              | Hard Justice                       | |
| 41  | Amazing Red                        | 2   | 106  | 5. Oktober 2009        | Orlando, FL              | TNA iMPACT!                        | Ausgestrahlt am 8. Oktober 2009. |
| 42  | Doug Williams                      | 1   | 89   | 19. Januar 2010        | Orlando, FL              | TNA iMPACT!                        | Williams löste den „Feast or Fired“-Koffer von Rob Terry ein, um ein Titelmatch zu erhalten. Ausgestrahlt am 28. Januar 2010. |
| —   | Titel vakant                       | —   | —    | 18. April 2010         | Saint Charles, MO        | Lockdown                           | Williams musste den Titel abgeben, weil es ihm aufgrund des Vulkanausbruchs auf Island nicht möglich war in die Vereinigten Staaten zu reisen. |
| 43  | Kazarian                           | 3   | 28   | 18. April 2010         | Saint Charles, MO        | Lockdown                           | Besiegte Homicide und Shannon Moore in einem Three Way Steel Cage-Match, um den vakanten Titel zu gewinnen. |
| 44  | Douglas Williams                   | 2   | 113  | 16. Mai 2010           | Orlando, FL              | Sacrifice                          | |
| 45  | Jay Lethal                         | 4   | 18   | 6. September 2010      | Orlando, FL              | TNA iMPACT!                        | Ausgestrahlt am 16. September 2010. |
| 46  | Amazing Red                        | 3   | 2    | 23. September 2010     | New York, NY             | Houseshow                          | Das erste Titelwechsel bei einer Houseshow. |
| 47  | Jay Lethal                         | 5   | 44   | 25. September 2010     | Rahway, NJ               | Houseshow                          | |
| 48  | Robbie E                           | 1   | 30   | 7. November 2010       | Orlando, FL              | Turning Point                      | |
| 49  | Jay Lethal                         | 6   | 34   | 7. Dezember 2010       | Orlando, FL              | TNA Impact!                        | |
| 50  | Kazarian                           | 4   | 128  | 9. Januar 2011         | Orlando, FL              | Genesis                            | |
| 51  | Abyss                              | 1   | 55   | 16. Mai 2011           | Orlando, FL              | Impact Wrestling                   | Ausgestrahlt am 20. Mai 2011. |
| 52  | Brian Kendrick                     | 1   | 63   | 10. Juli 2011          | Orlando, FL              | Destination X                      | |
| 53  | Austin Aries                       | 1   | 298  | 11. September 2011     | Orlando, FL              | No Surrender                       | |
| —   | Titel vakant                       | —   | —    | 5. Juli 2012           | Orlando, FL              | Impact Wrestling                   | Austin Aries gab den Titel auf, um eine Chance auf die TNA World Heavyweight Championship zu erhalten, da Hulk Hogan keinen Titelträger in beiden Gewichtsklassen haben wollte. |
| 54  | Zema Ion 3                         | 1   | 98   | 8. Juli 2012           | Orlando, FL              | Destination X                      | Zema Ion gewann ein Turnier um den vakanten Titel. Er besiegte Sonjay Dutt, Kenny King und Mason Andrews im Finale, welches als Ultimate X-Match ausgetragen wurde. |
| 55  | Rob Van Dam                        | 1   | 137  | 14. Oktober 2012       | Phoenix, AZ              | Bound for Glory                    | |
| 56  | Kenny King                         | 1   | 94   | 28. Februar 2013       | Orlando, FL              | Impact Wrestling                   | |
| 57  | Chris Sabin                        | 5   | 18   | 2. Juni 2013           | Boston, MA               | Slammiversary XI                   | Dies war ein „Ultimate X“ Match in dem auch Suicide beteiligt war. |
| 58  | Austin Aries                       | 2   | 9    | 20. Juni 2013          | Peoria, IL               | Impact Wrestling                   | In diesem Match war ebenfalls Kenny King beteiligt. Aries trat in dem Match als Suicide auf, nachdem er zuvor den „echten“ Suicide attackierte und sich später am Abend zu erkennen gab. Ausstrahlung am 27. Juni 2013.                                                                                 |
| 59  | Chris Sabin                        | 6   | 0    | 29. Juni 2013          | Las Vegas, NV            | Impact Wrestling                   | In diesem Match war ebenfalls Manik beteiligt. Ausstrahlung am 4. Juli 2013. |
| —   | Titel vakant                       | —   | —    | 29. Juni 2013          | Las Vegas, NV            | Impact Wrestling                   | Chris Sabin gab den Titel auf, um eine Chance auf die TNA World Heavyweight Championship am 18. Juli 2013 zu erhalten. Ausstrahlung am 11. Juli 2013. |
| 60  | Manik                              | 1   | 94   | 18. Juli 2013          | Louisville, KY           | Impact Wrestling                   | Besiegte Greg Marasciulo und Sonjay Dutt im Turnierfinale, einem Ultimate X-Match, um den vakanten Titel. Ausstrahlung am 25. Juli 2013. |
| 61  | Chris Sabin                        | 7   | 34   | 20. Oktober 2013       | San Diego, CA            | Bound for Glory                    | Dies war einem Ultimate X-Match, in dem auch Austin Aries, Jeff Hardy und Samoa Joe beteiligt waren. |
| 62  | Austin Aries                       | 3   | 12   | 23. November 2013      | Orlando, FL              | Impact Wrestling                   | Ausstrahlung am 12. Dezember 2013. |
| 63  | Chris Sabin                        | 8   | 42   | 5. Dezember 2013       | Orlando, FL              | Impact Wrestling                   | Ausstrahlung am 2. Januar 2014. |
| 64  | Austin Aries                       | 4   | 44   | 16. Januar 2014        | Huntsville, AL           | Impact Wrestling: Genesis          | Ausstrahlung am 23. Januar 2014. |
| 65  | Sanada                             | 1   | 110  | 2. März 2014           | Tokio, Japan             | TNA vs. Wrestle-1 – Outbreak       | |
| 66  | Austin Aries                       | 5   | 5    | 20. Juni 2014          | Bethlehem, PA            | Impact Wrestling                   | Ausstrahlung am 10. Juli 2014. |
| —   | Titel vakant                       | —   | —    | 25. Juni 2014          | New York City, NY        | Impact Wrestling                   | Austin Aries gab den Titel auf, um eine Chance auf die TNA World Heavyweight Championship zu erhalten. Ausstrahlung am 31. Juli 2014 |
| 67  | Samoa Joe                          | 5   | 85   | 27. Juni 2014          | New York City, NY        | Impact Wrestling                   | Dies war ein Three Way Match um den vakanten Titel, an dem auch Low Ki und Sanada beteiligt waren. Ausstrahlung am 7. August 2014. |
| —   | Titel vakant                       | —   | —    | 19. September 2014     | Bethlehem, PA            | Impact Wrestling                   | Auf Grund fehlender medizinischer Freigabe für den Champion Samoa Joe für vakant erklärt. Ausstrahlung am 12. November 2014 |
| 68  | Low Ki                             | 3   | 110  | 19. September 2014     | Bethlehem, PA            | Impact Wrestling                   | Dies war ein Four Way Match um den vakanten Titel, an dem auch Tigre Uno, Manik und DJ Z beteiligt waren. Ausstrahlung am 19. November 2014. |
| 69  | Austin Aries                       | 6   | 1    | 7. Januar 2015         | New York City, NY        | Impact Wrestling                   | |
| 70  | Low Ki                             | 4   | 23   | 8. Januar 2015         | New York City, NY        | Impact Wrestling                   | |
| 71  | Rockstar Spud                      | 1   | 43   | 31. Januar 2015        | London, England          | Impact Wrestling                   | |
| 72  | Kenny King                         | 1   | 56   | 15. März 2015          | Orlando, FL              | Impact Wrestling. Hardcore Justice | King gewann ein Four Way Ladder Match gegen Mandrews, Tigre Uno und Champion Rockstar Spud. |
| 73  | Rockstar Spud                      | 2   | <1   | 10. Mai 2015           | Orlando, FL              | Impact Wrestling                   | |
| —   | Titel Vakant                       | —   | —    | 10. Mai 2015           | Orlando, FL              | Impact Wrestling                   | Kurz nach seinem Titelgewinn vakantierte Rockstar Spud seinen Titel, um den World Heavyweight Champion herausfordern zu können. |
| 74  | Tigre Uno                          | 1   | 199  | 24. Juni 2015          | Orlando, FL              | Impact Wrestling.                  | Tigre Uno gewann ein Three Way Match gegen Low Ki und Grado um den vakanten Titel. |
| 75  | Trevor Lee                         | 1   | 155  | 9. Januar 2016         | Bethlehem, PN            | Impact Wrestling                   | |
| 76  | Eddie Edwards                      | 1   | 2    | 12. Juni 2016          | Orlando, FL              | Slammiversary                      | Dies war ein Four-Way-Match in dem auch Andrew Everett und DJ Z involviert waren. |
| 77  | Mike Bennett                       | 1   | 1    | 14. Juni 2016          | Orlando, FL              | Impact Wrestling                   | Ausstrahlung am 21. Juni 2016 |
| 78  | Eddie Edwards                      | 2   | 28   | 15. Juni 2016          | Orlando, FL              | Impact Wrestling                   | Dies war ein Ultimate X Match in dem auch Trevor Lee, Andrew Everett, DJ Z, Rockstar Spud, Mandrews und Braxton Sutter involviert waren. Ausstrahlung am 5. Juli 2016 |
| 79  | Lashley                            | 1   | 30   | 13. Juli 2016          | Orlando, FL              | Impact Wrestling                   | Dies war ein „Winner Take All“-Six Sides of Steel-Match, bei dem Lashleys TNA World Heavyweight Championship ebenfalls auf dem Spiel stand. (Ausstrahlung am 21. Juli 2016) |
| —   | Titel Vakant                       | —   | —    | 12. August 2016        | Orlando, FL              | Impact Wrestling                   | Als Billy Corgan Lashley den Wunsch verweigerte, den TNA X Division Championship mit dem TNA World Heavyweight Championship und TNA King of the Mountain Championship vereinigen zu dürfen, warf der Champion den Titel zu Boden, womit er offiziell als vakant galt. (Ausstrahlung am 18. August 2016) |
| 80  | DJ Z                               | 2   | 148  | 13. August 2016        | Orlando, FL              | Impact Wrestling                   | Dies war ein „Ultimate X Gauntlet-Match“ um den vakanten Titel, in dem auch Trevor Lee, Andrew Everett, Rockstar Spud, Mandrews, und Braxton Sutter involviert waren. (Ausstrahlung am 1. September 2016)                                                                                               |
| 81  | Trevor Lee                         | 2   | 102  | 8. Januar 2017         | Orlando, FL              | Impact Wrestling                   | Dies war ein „Leiter-Match“. Besiegte DJ Z, nachdem er seinen Feast or Fired-Koffer erfolgreich einlöste. Ausstrahlung am 26. Januar 2017 |
| 82  | Low Ki                             | 5   | 40   | 20. April 2017         | Orlando, FL              | Impact Wrestling                   | Dies war eine „Six-Pack-Challenge“, in der auch Andrew Everett, Sonjay Dutt, Dezmond Xavier und Suicide involviert waren |
| 83  | Sonjay Dutt                        | 1   | 81   | 20. April 2017         | Mumbai, Indien           | Impact Wrestling                   | Ausstrahlung am 16. Juni 2017. |
| 84  | Trevor Lee                         | 3   | 82   | 19. August 2017        | Orlando, FL              | GFW Impact!                        | Dies war ein Falls Count Anywhere Match. Ausstrahlung am 14. September 2017. |
| 85  | Taiji Ishimori                     | 1   | 64   | 9. November 2017       | Ottawa, Kanada           | Impact Wrestling                   | Ausgestrahlt am 4. Januar 2018. |
| 86  | Matt Sydal                         | 1   | 191  | 12. Januar 2018        | Orlando, FL              | Impact! Crossroads                 | In diesem Match stand auch Matt Sydals Impact Grand Championship auf dem Spiel. Ausgestrahlt am 8. März 2018. |
| 87  | Brian Cage                         | 1   | 112  | 22. Juli 2018          | Toronto, Kanada          | Slammiversary                      | |
| —   | Titel vakant                       | —   | —    | 11. November 2018      | Las Vegas, NV            | Impact Wrestling                   | Brian Cage gab den Titel auf, um eine Chance auf die Impact World Championship bei Impact Wrestling Homecoming zu erhalten. |
| 88  | Rich Swann                         | 1   | 194  | 6. Januar 2019         | Nashville, TN            | Impact Wrestling Homecoming        | Dies war ein Ultimate-X-Match, in dem auch Ethan Page, Jake Crist und Trey Miguel involviert waren. |
| 89  | Jake Crist                         | 1   | 93   | 19. Juli 2019          | Windsor, Kanada          | Impact!                            | Ausgestrahlt am 26. Juli 2019. |
| 90  | Ace Austin                         | 1   | 171  | 20. Oktober 2019       | Villa Park, Illinois     | Bound for Glory                    | Dies war ein Intergender-Leitermatch, in dem auch Ace Romero, Daga und Tessa Blanchard involviert waren. |
| 91  | Willie Mack                        | 1   | 101  | 8. April 2020          | Nashville, TN            | Rebellion                          | Ausgestrahlt am 21. April 2020. |
| 92  | Chris Bey                          | 1   | 27   | 18. Juli 2020          | Nashville, TN            | Slammiversary                      | |
| 93  | Rohit Raju                         | 1   | 120  | 14. August 2020        | Nashville, TN            | Emergence Night                    | Gewann dem Titel in einem Triple Threat Match, bei dem auch TJP antrat. |
| 94  | Manik/TJP                          | 2   | 91   | 12. Dezember 2020      | Nashville, TN            | Final Resolution                   | |
| 95  | Ace Austin                         | 2   | 43   | 13. März 2021          | Nashville, TN            | Sacrifice                          | |
| 96  | Josh Alexander                     | 1   | 151  | 25. April 2021         | Nashville, TN            | Rebellion                          | Besiegte TJP und Ace Austin in einem Triple threat match bei Rebellion |
| —   | Titel vakant                       | —   | —    | 23. September 2021     | Nashville, TN            | Impact!                            | Josh Alexander gab den Titel im Austausch gegen ein Match um die Impact World Championship ab. |
| 97  | Trey Miguel                        | 1   | 182  | 23. Oktober 2021       | Sunrise Manor, NV        | Bound for Glory                    | Besiegte Steve Maclin und El Phantasmo in einem Turnierfinale um den vakanten Titel. |
| 98  | Ace Austin                         | 3   | 57   | 23. April 2021         | Poughkeepsie, NY         | Rebellion                          | Besiegte Trey Miguel in einem Three-Way-Match, an dem auch Mike Bailey beteiligt war. |
| 99  | Mike Bailey                        | 1   | 110  | 19. Juni 2022          | Nashville, TN            | Slammiversary                      | Er besiegte in einem Ultimate X Ace Austin, Kenny King, Trey Miguel, Andrew Everett, und Alex Zayne. |
| 100 | Frankie Kazarian                   | 5   | 1    | 7. Oktober 2022        | Albany, NY               | Bound for Glory                    | [ 13 ] |
| —   | Titel vakant                       | —   | —    | 8. Oktober 2022        | Albany, NY               | Impact!                            | Kazarian erklärte den Titel für vakant, um ein Match um den TNA World Championship zu erhalten. |
| 101 | Trey Miguel                        | 2   | 203  | 18. November 2022      | Louisville, KY           | Over Drive                         | Siegte in einem Turnierfinale gegen Black Taurus. |
| 102 | Chris Sabin                        | 9   | 36   | 9. Juni 2023           | Columbus, OH             | Against All Odds                   | [ 16 ] |
| 103 | Lio Rush                           | 1   | 56   | 15. Juli 2023          | Windsor, ON, Kanada      | Slammiversary                      | [ 17 ] |
| 104 | Chris Sabin                        | 10  | 167  | 9. September 2023      | White Plains, NY         | Impact 1000                        | [ 18 ] |
| 105 | Mustafa Ali                        | 1   | 148  | 23. Februar 2024       | Westwego, LA             | No Surrender                       | [ 19 ] |
| 106 | Mike Bailey                        | 2   | 41   | 20. Juli 2024          | Montreal, Québec, Kanada | Slammiversary                      | [ 20 ] |
| 107 | Zachary Wentz                      | 1   | 14   | 30. August 2024        | Louisville, KY           | Emergence                          | Besiegte Mike Bailey, Hammerstone, Jason Hotch, Laredo Kidu und Riley Osborne in einem Ultimate X Match. |
| 108 | Mike Bailey                        | 3   | 44   | 13. September 2024     | San Antonio, TX          | Victory Road                       | [ 22 ] |
| 109 | Moose                              | 1   | 247+ | 27. Oktober 2024       | Detroit, MI              | Impact!                            | [ 23 ] |

 1Low Ki trat in dieser Zeit als Senshi auf.

 2Christopher Daniels und Kazarian verteidigten den Titel als Suicide, dies wird jedoch offiziell nicht anerkannt.

 3DJ Z trat in dieser Zeit als Zema Ion auf.

## Titelstatistiken
| Rekord                  | Rekordhalter                           | Einheit              |
| ----------------------- | -------------------------------------- | -------------------- |
| Meiste Titelgewinne     | Chris Sabin                            | 10-mal               |
| Längste Regentschaft    | Austin Aries                           | 301 Tage             |
| Kürzeste Regentschaft   | Eric Young, Chris Sabin, Rockstar Spud | < 1 Tag              |
| Ältester Titelträger    | Frankie Kazarian                       | 45 Jahre und 72 Tage |
| Jüngster Titelträger    | Amazing Red                            | 21 Jahre und 4 Tage  |
| Schwerster Titelträger  | Abyss                                  | 159 Kilogramm        |
| Leichtester Titelträger | Rockstar Spud                          | 64 Kilogramm         |

### Titelträger nach Dauer
| Rank | Wrestler             | Anzahl | Tage gesamt |
| ---- | -------------------- | ------ | ----------- |
| 1    | Chris Sabin          | 10     | 635         |
| 2    | Trey Miguel          | 2      | 385         |
| 3    | Austin Aries         | 6      | 373         |
| 4    | Samoa Joe            | 5      | 350         |
| 5    | Trevor Lee           | 3      | 339         |
| 6    | Low Ki/Senshi Low Ki | 5      | 312         |
| 7    | Petey Williams       | 2      | 310         |
| 8    | Jay Lethal           | 6      | 294         |
| 9    | Christopher Daniels  | 4      | 280         |
| 10   | A.J. Styles          | 6      | 272         |
| 11   | Ace Austin           | 3      | 271         |
| 12   | Zema Ion/DJ Z        | 2      | 246         |
| 13   | Kazarian             | 5      | 239         |
| 14   | Moose                | 1      | 247+        |
| 15   | Doug Williams        | 2      | 202         |
| 16   | Tigre Uno            | 1      | 199         |
| 17   | Mike Bailey          | 3      | 196         |
| 17   | Suicide              | 2      | 196         |
| 19   | Rich Swann           | 1      | 194         |
| 20   | Matt Sydal           | 1      | 191         |
| 21   | TJP/Manik            | 2      | 185         |
| 22   | Michael Shane        | 2      | 154         |
| 23   | Josh Alexander       | 1      | 151         |
| 24   | Kenny King           | 2      | 150         |
| 25   | Mustafa Ali          | 1      | 148         |
| 26   | Rob Van Dam          | 1      | 137         |
| 27   | Amazing Red          | 3      | 122         |
| 28   | Rohit Raju           | 1      | 120         |
| 29   | Brian Cage           | 1      | 112         |
| 30   | Seiya Sanada         | 1      | 110         |
| 31   | Willie Mack          | 1      | 101         |
| 32   | Jake Crist           | 1      | 93          |
| 33   | Jerry Lynn           | 2      | 84          |
| 33   | Sheik Abdul Bashir   | 1      | 84          |
| 35   | Sonjay Dutt          | 1      | 81          |
| 36   | Kid Kash             | 1      | 77          |
| 37   | Taiji Ishimori       | 1      | 64          |
| 38   | Alex Shelley         | 1      | 63          |
| 38   | Brian Kendrick       | 1      | 63          |
| 38   | Sonny Siaki          | 1      | 63          |
| 41   | Lio Rush             | 1      | 56          |
| 42   | Abyss                | 1      | 55          |
| 43   | Homicide             | 1      | 52          |
| 44   | Rockstar Spud        | 2      | 43          |
| 45   | Eddie Edwards        | 2      | 30          |
| 45   | Bobby Lashley        | 1      | 30          |
| 45   | Robbie E             | 1      | 30          |
| 48   | Kurt Angle           | 1      | 28          |
| 49   | Chris Bey            | 1      | 27          |
| 50   | Johnny Devine        | 1      | 20          |
| 51   | Syxx-Pac             | 1      | 14          |
| 51   | Zachary Wentz        | 1      | 14          |
| 53   | Mike Bennett         | 1      | 1           |
| 54   | Eric Young           | 1      | <1          |